# Sierra Vista Southeast, Arizona
Sierra Vista Southeast är en ort (CDP) i Cochise County, i delstaten Arizona, USA. Enligt United States Census Bureau har orten en folkmängd på 14 797 invånare (2010) och en landarea på 287 km².